# Ndibu Mushi
Ndibu Mushi es un deportista congoleño que compitió en judo. Ganó una medalla de bronce en el Campeonato Africano de Judo de 2009, en la categoría de –100 kg.

## Palmarés internacional
| Campeonato Africano | Campeonato Africano     | Campeonato Africano | Campeonato Africano |
| Año                 | Lugar                   | Medalla             | Categoría           |
| ------------------- | ----------------------- | ------------------- | ------------------- |
| 2009                | Puerto Louis (Mauricio) | Medalla de bronce   | –100 kg             |